# Tours de Popiglio
Les Tours de Popiglio (en italien : Torri di Popiglio, sont des tours médiévales situées dans le hameau de Popiglio, une frazione de la commune de San Marcello Piteglio dans la province de Pistoia en Toscane,.
Le site du haut Val di Lima, où se trouvent ces tours, était un complexe de camp romain fortifié (Castrum) composé de deux camps situés à des altitudes différentes sur le même versant de la montagne appelée "Rocca Sécurana". Ce lieu a des origines très anciennes, on suppose qu'il s'agissait à l'origine d'un camp romain remontant au IIe siècle av. J.-C., plus tard développé et fortifié en un complexe de remparts.

## Historique

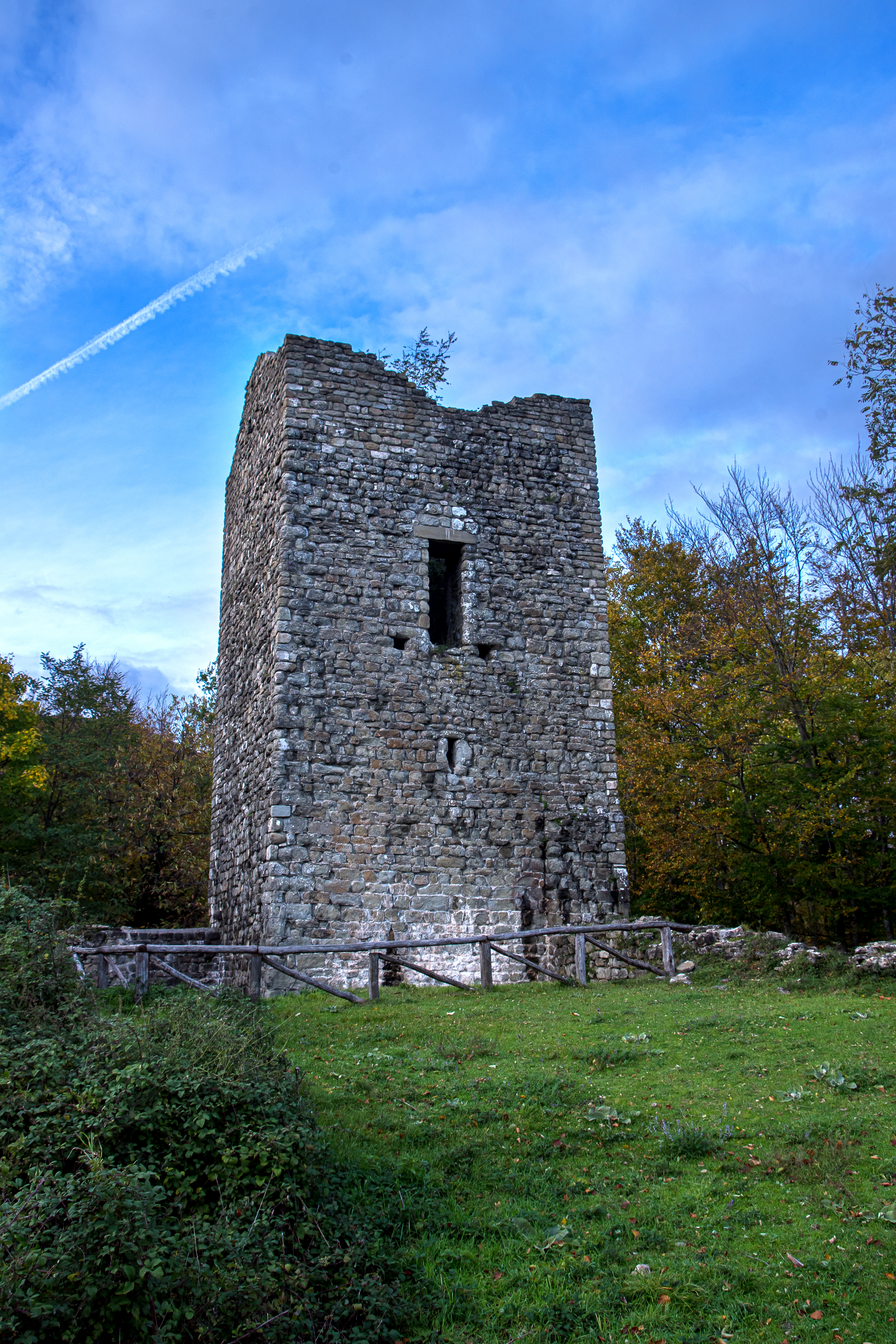
La tour

La structure défensive située en amont du village était, jusqu'au XVe siècle, une place forte des montagnes de Pistoia située à la frontière avec la République de Lucques, donc stratégiquement importante pour Pistoia d'abord et plus tard pour Florence. Elle a probablement donné naissance à la ville sous-jacente de Popiglio (it) (également dotée d'un mur d'enceinte) en tant que système défensif des voies de communication romaines, développé et renforcé plus tard à l'époque lombarde et à l'époque franco-carolingienne ultérieure, encore renforcé par la Famille Guidi, les comtes de Modigliana, seigneurs féodaux de la région (comme il ressort des diplômes impériaux d'Henri VI en 1191, de Frédéric II en 1220 et 1247). Son développement maximal et son importance s'étendent du XIIe au XVe siècle av. J.-C.. Après la naissance et le développement des premières autonomies locales, sous la pression de Pistoia (en 1105 elle nomma ses premiers consuls), la Rocca Securana devint municipale vers le milieu du XIIIe siècle, avec la libération du territoire de la domination féodale. Il faisait partie du système de barrières défensives de la vallée.

## Description
Elles ont toutes deux une forme carrée et s'élèvent à des altitudes différentes d'un même versant de la montagne à une courte distance l'un de l'autre : l'une plus haut au sommet, l'autre une vingtaine de mètres plus bas. La première tour, partiellement en ruine, s'élève aujourd'hui à environ cinquante pour cent de sa hauteur d'origine (environ 24 mètres) et les restes des murs elliptiques de la ville qui l'entouraient autrefois sont encore visibles. Il est probable que d'autres bâtiments se trouvaient à l'intérieur, comme en témoignent les restes d'un bâtiment adossé au côté nord-est, et il s'agissait certainement du centre de commandement du système défensif. L'autre tour n'avait pas de fortifications supplémentaires, elle servait très probablement de liaison intermédiaire entre la ville et le sommet de la forteresse, elle aussi fortement en ruine mais ses vestiges lui permettent d'être plus haute que sa jumelle. Aujourd'hui encore, depuis cette position, il est possible de dominer toute la vallée.